# 1054

## Събития
- Разделяне на християнската църква на Римокатолическа и Източноправославна.
- 4 юли – Експолозията на свръхновата звезда SN 1054, близо до звездата ζ от съзвездието Бик, е отбелязана от китайски и арабски астрономи, а вероятно и индианци. В продължение на 23 дни светлината е достатъчно ярка, за да бъде наблюдавана през деня. Остатъците и формират Ракообразната мъглявина[1]

## Починали
- 20 февруари – Ярослав I, велик княз на Киевска Рус